# Molophilus heliscus
Molophilus heliscus là một loài ruồi trong họ Limoniidae. Chúng phân bố ở vùng Tân nhiệt đới.